# Tchamba (Kult)
Tchamba (auch tsamba, tsaba, tsemba und tseba) ist ein Besessenheitskult der Mina und Anlo-Ewe hauptsächlich im Süden von Togo und ferner im Süden von Benin, bei dem Nachfahren früherer Sklaven und Sklavenbesitzer vom Geist eines aus einer weiter nördlich gelegenen Region verschleppten Sklaven befallen werden. Tchamba heißt auch die im Kult verehrte Gruppe von Geistern, die nach der gleichnamigen Ethnie in der Präfektur Tchamba in Zentraltogo benannt wurde. Die Fremdgeister stammen jedoch von unterschiedlichen Ethnien ab; sie sind häufiger weiblich als männlich, weil in den Haushalten viele Sklavinnen beschäftigt waren.
Die Verehrung von Tchamba, auch in der Figur der Mama(n) Tchamba („Mutter/Großmutter Sklavengeist“) als der Mutter eines Sklavengeistes, stellt eine zum Voodoo-Glauben gehörende rituelle Form der Erinnerung an die Zeit der Sklaverei vom 17. bis zum 19. Jahrhundert dar. Die Geister einer damals unterdrückten und an den Rand gedrängten Bevölkerungsgruppe symbolisieren durch ihre heutige Rache und ihr Verlangen nach Huldigung einen verdrängten Teil der Mina- und Ewe-Sozialgeschichte.

## Kulturelles Umfeld
Das Phänomen Besessenheit wird für Afrika als Erklärung für eine physische oder psychische Erkrankung, als ein Hinweis auf einen sozialen Konflikt oder als eine Methode zum Machterhalt einer gesellschaftlichen Gruppe diskutiert. Besessenheit bedeutet, dass ein Geist oder eine fremde Persönlichkeit in einen Menschen gefahren ist und vollständig die Lenkung seines Organismus und seiner Psyche übernommen hat. Dabei fällt der Betroffene in einen Zustand der Trance oder Ekstase. Wird eine solche affliktive Besessenheit bei einem Kranken diagnostiziert, bedarf es gewisser Rituale, um in manchen Fällen den besitzergreifenden Geist zu vertreiben oder häufiger, mit ihm ein Auskommen zu suchen und ihn milde zu stimmen, damit er aufhört, Schaden anzurichten. Entsprechende afrikanische Besessenheitskulte im christlichen Umfeld sind Mashawe und Vimbuza im südlichen Afrika. Daneben gibt es die Vorstellung, dass bestimmte Geister – etwa von verstorbenen Familienangehörigen – Aufmerksamkeit erregen möchten und nur als eine Art spiritueller Krankheitserreger in einen Menschen dringen, ohne dessen Persönlichkeit anzugreifen. Eine meditative Besessenheit liegt vor, wenn ein Medium in seiner Rolle als Heiler oder Wahrsager die magischen Kräfte eines in ihm wohnenden Geistes auszunutzen verspricht.
Besessenheitskulte werden häufig im Rahmen gesellschaftlicher Machtverhältnisse beschrieben. Manche marginalisierte Gruppen praktizieren von der dominanten Mehrheitsgesellschaft gering geschätzte Besessenheitskulte als eine Möglichkeit zur Selbstidentifikation in einem häuslichen Bereich. Innerhalb islamischer Gesellschaften trifft dies vor allem auf Kulte von Frauen zu, etwa auf den Zar-Kult der Frauen in Ägypten und im Sudan, Stambali in Tunesien, Derdeba in Marokko, Dodo und Bori in Nigeria sowie Pepo an der ostafrikanischen Küste. Ein Beispiel für einen nicht-affliktiven Besessenheitskult, der Männern einer dominanten Gesellschaftsschicht zur Erhaltung ihrer Machtposition dient, ist der Nya-Kult im Süden vom Mali. Ferner gelten Besessenheitskulte bei historischer Betrachtung als Ausdruck gesellschaftlicher Unsicherheiten, die in Afrika mit dem Zwang zur Anpassung an die ökonomischen und kulturellen Veränderungen während der Kolonialzeit verbunden sind. Aspekte von Besessenheitskulten sind in den christlichen und islamischen Volksglauben eingegangen, und Symbole der eingeführten Religionen kommen wiederum in afrikanischen Kulten vor.
Ein verwandter Besessenheitskult, der in den 1920er und 1930er Jahren in Nordghana auftauchte und heute unter den Ewe im Südosten von Ghana, an der Küste im Süden Togos und im Südwesten Benins verbreitet ist, heißt Gorovodu („Kolanuss-Voodoo“). Wie Tchamba entstand Gorovodu als eine indigene Antwort auf den Einfluss von Kolonialismus und Sklavenhandel. Beide gehören wie die Verehrung von Mami Wata und Yewevodu unter den Ewe und der Orishas bei den Yoruba zu den synkretistischen Kulten, die so genannt werden, weil sie Kultelemente aus verschiedenen Regionen und Religionen enthalten. Gorovodu und Tchamba stammen vom kolonialzeitlichen Sklaven-Kult Atikevodu („Medizin-Geist“) ab, der von den Kolonialisten als „Fetisch-Verehrung“ bezeichnet wurde. Die unterschiedlichen religiösen Voodoo-Kulte stehen stets in Bezug zu den gegebenen politischen Verhältnissen.

## Zeit der Sklaverei

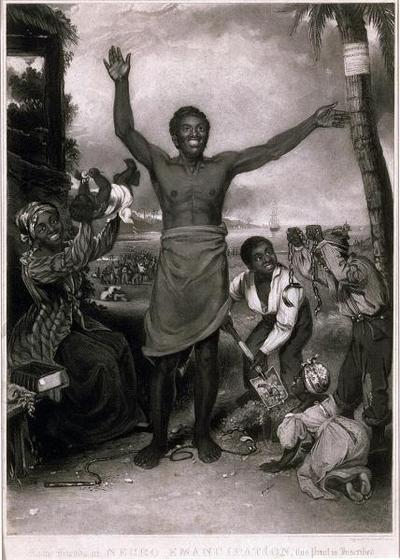
Ein Sklave erlangt seine Freiheit. Aquatinta von Alexander Rippingille (1796–1858), 1836.

Der in regional unterschiedlichen Formen praktizierte innerafrikanische Sklavenhandel war eine Voraussetzung für den transatlantischen Sklavenhandel der Europäer, der Anfang des 16. Jahrhunderts begann und um die Mitte des 19. Jahrhunderts gesetzlich verboten wurde. Wesentlich älter waren der Transsaharahandel, der Sklavenhandel mit den Ländern des Orient über das Rote Meer und der Sklavenhandel über den Indischen Ozean. Am häufigsten führte ein Dorf oder ein Staat einen Raubzug bei der verfeindeten Bevölkerung in der Nachbarschaft durch. Die meisten Sklaven waren daher Kriegsgefangene. Die Sklaverei wird als ein Grund für die Herausbildung und Abgrenzung kleiner ethnischer Gruppen gesehen, wie sie für Afrika typisch ist. Die Europäer lieferten im 18. Jahrhundert Gewehre zur Fortsetzung der Streitigkeiten und die Gewehre konnten im Austausch gegen Sklaven erworben werden. Daraus erwuchs ein Teufelskreis, der die afrikanischen Ethnien zum fortgesetzten Erwerb von Waffen zum Selbstschutz oder zur Sklavenjagd zwang, wobei sogar einzelne Gruppen Menschen der eigenen Gemeinschaft in die Sklaverei entführten und so die Gesellschaften insgesamt instabiler wurden. Einer Schätzung zufolge waren Ende des 19. Jahrhunderts in Französisch-Westafrika insgesamt ungefähr ein Viertel der Einwohner versklavt.
Die Handelsbilanz bei Sklaven an der Goldküste war sehr unterschiedlich. Von Togo wurde nur ein Bruchteil an Sklaven über den Atlantik exportiert im Vergleich zu den Gebieten der heutigen Staaten Ghana und Nigeria. Von der portugiesischen Siedlung und Festung Ouidah in Benin wurden von den 1670er bis in die 1860er Jahre über eine Million Sklaven verschifft. Dies waren rund zehn Prozent des gesamten transatlantischen Sklavenhandels. Der Höhepunkt des Sklavenhandels lag zwischen 1700 und 1713, als rund 15.000 Sklaven jährlich Ouidah mit dem Schiff verließen.
Ewe sind die größte Ethnie in Togo, die im Süden lebt und je nach Zählweise ein Drittel oder mehr der Bevölkerung ausmacht. Die zweitgrößte Ethnie bilden die Kabiyé im Norden des Landes. Die Anlo gelten als eine Untergruppe der Ewe, ebenfalls die Mina, die andererseits als Gen- oder Gbe-Sprecher von den Ewe unterschieden werden. Im 18. Jahrhundert wurden in englischen und französischen Berichten die Bewohner der Goldküste generell als „Mina“ bezeichnet. Ein heutiges Zentrum der Mina in Togo ist der Küstenort Aného, der in den 1650er Jahren von Migranten aus Elmina (heute in Ghana) gegründet wurde, die entlang der Küste mit Booten gekommen waren. Ende des 17. Jahrhunderts bestand die Mina-Gesellschaft aus Fanti und Ga, die aus Ghana eingewandert waren, sowie aus Adja, Oatchi, Peda und anderen Gruppen in Togo, ferner aus Nachfahren von portugiesischen und brasilianischen Händlern. Im 18. Jahrhundert wuchs Aného vor allem durch den Elfenbeinhandel und wurde zum politischen und religiösen Zentrum der Mina. Der Sklavenhandel war von geringerer Bedeutung. Europäische Nachfrage machte im Verlauf des 19. Jahrhunderts Palmöl zum Hauptexportprodukt von Togo.
Die Mina etablierten ein gewisses Maß an Herrschaft über zahlreiche Dörfer im südöstlichen Togo. Ihr Gebiet war von den mächtigeren Herrschaftsbereichen der Aschanti im Westen und Dahomey im Osten eingerahmt. Größere Siedlungseinheiten als Dörfer gab es im Süden Togos von Aného abgesehen nicht, im Unterschied zu den islamischen Fürstentümern im Norden um die Hauptstädte Sokodé und Sansanné-Mango. Ihre Sklaven erhielten die Mina durch Handel, Raubzüge oder als Kriegsgefangene. Erbeutet wurden sie wenige Kilometer nördlich der Küste aus Orten nahe am Mono-Fluss. Die Mina nannten das Gebiet adonko, Land der „Sklaven“. Die Händler von der Küste tauschten Sklaven gegen Salz, Gewehre, Munition, Stoffe oder Geld. Die Sklaven gehörten zu einer Vielzahl von Ethnien, vor allem Kabiyé und Tchamba, einige gehörten zu den Ntcham, Taberma und Tem. Da die Kriege gegen benachbarte Gruppen geführt wurden, war es nicht ratsam, die auf diese Weise gefangenen Sklaven zu behalten, da sie bei der ersten Gelegenheit geflohen wären. Folglich wurden die Sklaven so schnell wie möglich an afrikanische Zwischenhändler oder Europäer weiterverkauft. Der aus Brasilien stammende portugiesische Sklavenhändler Francisco Félix de Souza (1754–1849), Kommandant der Festung Ouidah, gründete 1806 einen Handelsposten in Aného und erwarb bald das Monopol über den transatlantischen Sklavenhandel in der Region.
Sklaven, die für die Beschäftigung in den eigenen Haushalten vorgesehen waren, holte man von weiter entfernten Gebieten im Norden von Togo. Dies machte die Sklaven zu Fremden, vergrößerte also die soziale Distanz zu ihren Besitzern und verminderte das Fluchtrisiko. Der Sprachwissenschaftler Diedrich Westermann (1876–1956) präsentiert in Die Glidyi-Ewe in Togo (1935) mit den Aufzeichnungen seines Gewährsmannes Bonifatius Foli der Mina („Glidyi-Ewe“) ein positives Bild von der Behandlung der Sklaven. Nach dessen Auskunft war der Besitz eines Sklaven mit einem wachsenden Bankkonto zu vergleichen, weil auch dessen spätere Kinder im Haus und auf dem Feld für ihren Herren arbeiteten. Bei Tötungsverbrechen musste der Täter Sklaven als Entschädigung an die Familie des Opfers übergeben. Um nicht völlig seinem Besitzer ausgeliefert zu sein, konnte ein Sklave, der sich schlecht behandelt fühlte, Zuflucht bei einer der religiösen Kultgruppen suchen.
Die Sklaven wohnten im Gehöft ihres Herren oder ihrer Herrin; in einigen Fällen wurden sie zu mehreren zusammengefasst und in eigenen Bereichen außerhalb des Dorfes angesiedelt. Von dort aus waren sie vier Tage pro Woche auf den Feldern ihrer Besitzer tätig, ernteten und pressten Palmöl; die restliche Zeit arbeiteten sie anderswo für sich. Sklaven wurden von Händlern als Träger und von Häuptlingen als Diener und Soldaten gebraucht. Ein Sklave konnte die Freiheit erlangen, wenn er seinem Eigentümer den Verkaufspreis von zwei Sklaven bezahlte. Nach der öffentlichen Kundgebung, dass der Sklave sich freigekauft hatte, wurde er automatisch in den Clan seines ehemaligen Besitzers aufgenommen. Er war dadurch zu einem Clanmitglied (ablodeto) geworden und genoss die üblichen Bürgerrechte. Neben den freien Bürgern (ablodeto) und den Sklaven (adonko oder adoko) gab es eine dritte Klasse von Abhängigen. Diese waren überwiegend Flüchtlinge von anderen Ethnien, die sich unter den Schutz der Mina gestellt hatten. Die anderen Mitglieder dieser Sozialgruppe gehörten zwar zur eigenen Gemeinschaft, waren aber durch ihre Verschuldung zu Zwangsarbeitern geworden, die in Schuldknechtschaft lebten. Allgemein war die Schuldknechtschaft zur Absicherung eines Kredits in Westafrika weit verbreitet und begleitete unterstützend den europäischen Sklavenhandel. Die Nachkommen von Abhängigen konnten relativ einfach den Status eines freien Clanmitglieds erhalten, während die Nachkommen von Sklaven abhängig blieben und die meiste Zeit für ihren Herren arbeiten mussten. Dies galt auch für die Kinder eines männlichen Sklaven und einer Mina-Frau. Kinder einer Sklavin und eines Mina-Mannes waren hingegen frei. Neben dem eher umschreibenden adonko (adoko) gab es direktere Bezeichnungen für Sklaven, darunter: ame peple (amefefle, „die gekaufte Person“), ame kluvi („die in Ketten gelegte Person“) und ame gato („die eiserne Person“). Ihr sozialer Status wird auch in den indirekten Sprachbildern nekekevi („Kind des Tages“) und ngdogbevi („Kind der Mittagshitze“) deutlich, weil Menschenkinder normalerweise nicht am Tag eingekauft, sondern nachts gezeugt werden. Nach mehreren Generationen mit Heiraten zwischen Familienangehörigen von ehemaligen Sklaven und Sklavenbesitzern sind heute die Abstammungslinien stark gemischt. Der Hinweis auf ihre Herkunft ist für beide Seiten mit einer gewissen Scham verbunden.

## Geistervorstellungen
In der Kosmogonie der Ewe ist die jenseitige Welt unter dem Hochgott Mawu von zahlreichen niederen Gottheiten und Geistwesen bevölkert, darunter Legba und die Erdgottheiten Trowo (Singular tro). Die grundlegende Unterscheidung der sich im Lauf der Zeit ändernden Geisterwelt treffen die Mina zwischen persönlichen Geistern (dzodzome-vodu) und Geistern des Clans (kota-vodu). Beide wirken identitätsstiftend, für den Einzelnen innerhalb seines Clans bzw. für den Clan innerhalb der gesamten Gesellschaft. Eine andere Einteilung der Geister erfolgt mit einem Bezug auf die Welt, in der sie leben. Danach gibt es unter anderem Himmelsgeister (dzime-vodu), Wassergeister (tome-vodu) und Savannengeister (gbeme-vodu). Zu den Berufsgeistern gehören zuerst die Geister der Jäger und der Schmiede. Die soziale Gliederung endet nach diversen Tiergeistern bei den fremden Geistern, zu denen die Sklavengeister und die wild umher streifenden Geister von Toten gehören, die nicht anständig beerdigt wurden. Verstorbene Sklaven wurden ohne die üblichen Rituale in der Wildnis außerhalb der Dörfer vergraben.
Es ist ein Merkmal schwarzafrikanischer Glaubensvorstellungen, dass die Geister von vernachlässigten oder vergessenen Toten, also von Verstorbenen des eigenen Clans, die nicht mit den erforderlichen Riten beigesetzt wurden, und Clanangehörige, die eines gewaltsamen Todes oder in der Fremde starben, die Menschen heimsuchen und Krankheiten verursachen. Die sich rächenden Totengeister müssen allgemein durch ein Opfer oder eine Tanzzeremonie zum Verlassen des Erkrankten bewegt werden. Ähnlich besitzergreifend und krankmachend können sich von anderen Ethnien importierte Fremdgeister auswirken, etwa im ostafrikanischen Pepo-Kult. Gegen Geister von Tieren, die sie getötet haben, schützen sich die Jäger der Mina durch spezielle Schreine (adee), in denen sie Tierknochen, besonders Unterkiefer von Tieren aufbewahren und verehren. Wildtiere und Sklaven wurden gleichermaßen durch ein gewaltsames Vordringen in die Welt draußen beigebracht, weshalb deren Geister eine ähnliche Neigung auf Rache zeigen. Obwohl nur einige der Sklaven zur Sprachgruppe der Tchamba (in der heutigen Präfektur Tchamba, Region Centrale) gehörten, wurde der Name dennoch auf alle Sklavengeister übertragen, ungeachtet der tatsächlichen ethnischen Herkunft der damaligen Sklaven. Des Weiteren wurden die in den Glaubensvorstellungen der Sklaven selbst präsenten Geister Tchamba genannt. Die Mina trennten sprachlich nicht zwischen ihren eigenen Geistern der Sklaven und den Geister, welche die Sklaven haben, weil durch die Freilassung eines Sklaven und dessen Eintritt in die Mina-Gesellschaft auch ein Übergang der Geister im Bereich des Möglichen lag.

## Kultpraxis
Tchamba-Geister werden in Besessenheitskulten, an Dorfschreinen, Hausaltären und in den Heiligen Hainen anderer Voodoo-Gemeinschaften verehrt. Anhänger des Tchamba-Kults beteiligen sich üblicherweise auch bei anderen Voodoo-Kulten wie Gorovodu, Yewevodu oder Sakpata. Ein Tchamba kann ein männlicher oder weiblicher Geist sein, die Anrede Mama Tchamba („Mutter/Großmutter Sklave“) verweist jedoch auf die Bedeutung der Sklavinnen als Ehefrauen. Die in gemeinschaftlichen Zeremonien verehrten Tchamba sind die Geister aller hiesigen oder in ferne Länder vertriebenen Sklaven. Dazu gehören die Geister von als Ehefrauen gehaltenen Sklavinnen und Geister von Sklaven, die aus einem niedrigen Motiv getötet wurden. Bei den Zeremonien treffen Geister von verstorbenen Herren und von Sklaven im Körper des besessenen Kranken aufeinander. Zwar heißen die Geister generell Tchamba, dennoch findet ein Wahrsager heraus, ob der Erkrankte von einem Geist eines Sklaven der Kabiyé, Mossi, Hausa, Tchamba oder einer anderen Ethnie befallen ist. Wie anderswo in Afrika erhalten die Fremdgeister, sobald ihre Herkunft bekannt ist, das ihnen entsprechende Angebot an Speisen und Getränken als Opfergabe. Die Kultteilnehmer werden mit dem Verhalten ihrer Ahnen als Sklaven und als Sklavenhalter konfrontiert.

### Schrein

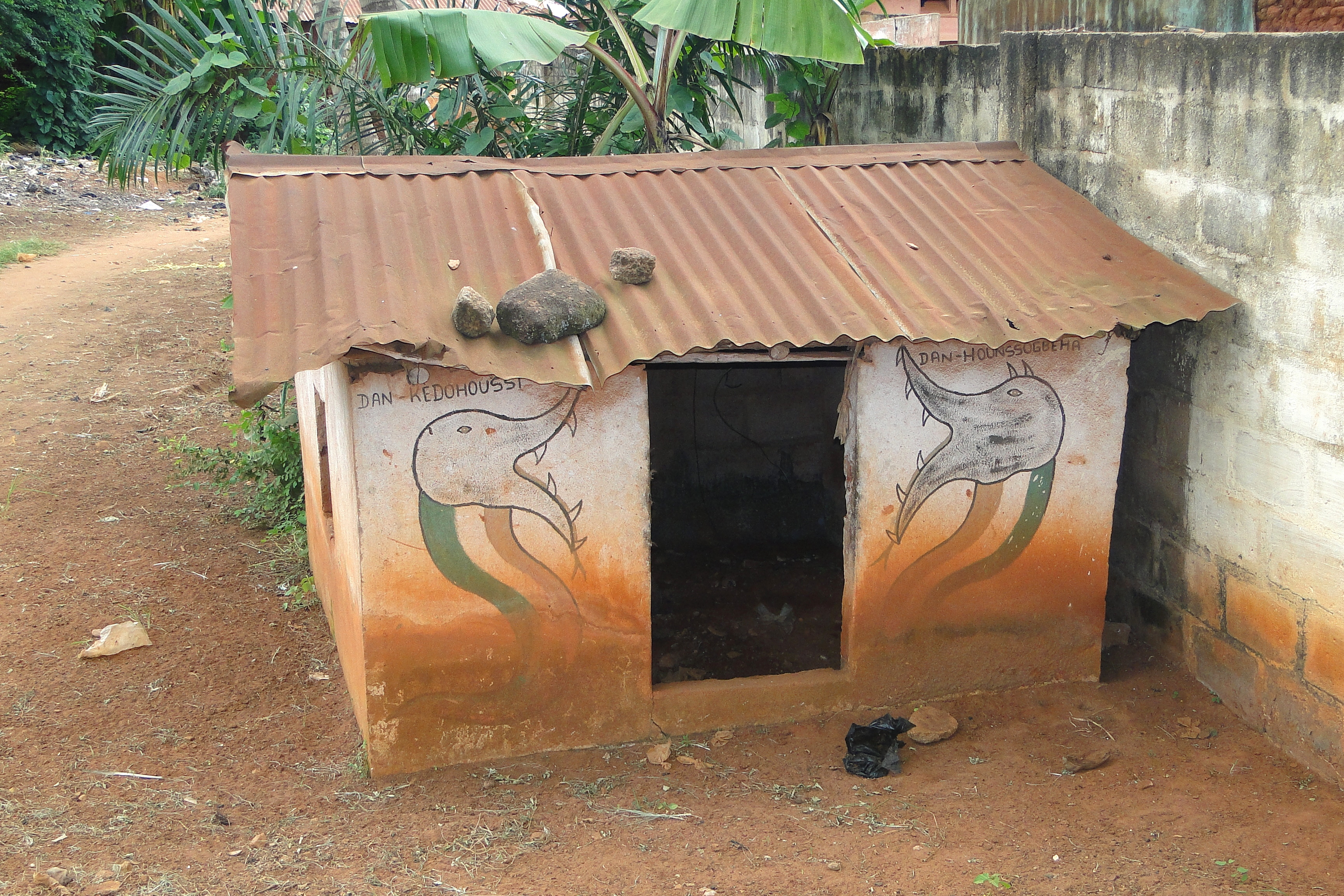
Typischer Voodoo-Schrein. Abomey in Benin

Sobald ein Erkrankter erfahren hat, dass er von einem Tchamba besessen ist, errichtet er ihm zu Ehren einen Altar und besorgt zwei Kettchen (tchambagan, aus tchamba und gan, „Metall“, „etwas Metallenes“), die laut Tobias Wendl (1999) aus rot und gelb bemaltem Eisendraht bestehen und ein Symbol der Sklaverei darstellen. Gemeint sind nicht Eisenketten, mit denen Sklaven angebunden wurden, sondern Fußringe oder -kettchen, die zu ihrer Kennzeichnung dienten. Nach dem Tod eines Sklaven entfernte dessen Besitzer das Kettchen und legte es in einen Schrein, um für die lebenslangen Verdienste des Verstorbenen dessen Familie zu ehren. Sollte heute ein Bauer auf seinem Feld oder jemand beim Graben auf seinem Grundstück ein tchambagan finden, so lernt er daraus, dass seine Vorfahren Sklaven hielten. Die Familie sieht sich nun veranlasst, ein Opfer für die verstorbenen Sklaven zu erbringen und – falls ein Wahrsager darauf drängt – eine Tchamba-Zeremonie als eine Bitte um Vergebung für die bisherige Vernachlässigung der Sklaven abzuhalten.
Die Kettchen werden nach Dana Rush (2011) aus Drähten in drei unterschiedlichen Farben zusammengesetzt, die einigen Informanten zufolge der Hautfarbe von drei unterschiedlichen Volksgruppen aus dem Norden entsprechen. Der schwarze Draht aus Eisen heißt boublou („Fremder“) und steht für einen leicht erregbaren, aggressiven Geist, der mit Eisen, Donner und Feuer assoziiert wird. Der weiße Draht aus Silber (anohi) symbolisiert einen ruhigen, ausgeglichenen Geist der Hausa, der mit dem Regenbogen in Verbindung steht. Ein aus Kupfer oder Bronze bestehender, roter Draht vertritt den Geist yendi, der nach der Stadt Yendi in Nordghana benannt ist und heilende Kräfte besitzt. In den drei angeblich aus dem Norden kommenden Geistern sind jedoch Gottheiten aus dem südlichen Voodoo erkennbar: der Donnergott Heviosso (Xevioso), die Regenbogenschlange Ayida (Dan Ayda Wedo), die im Voodoo zu den Geistwesen (Loa) gehört, und die krank machende Pockengöttin Sakpata, die zu den Erdwesen gehört.
Das zweite Objekt, mit dem der neue Altar ausgestattet wird, ist ein Holzstuhl (tchambazikpe), der zwei Bedeutungen hat. Zum einen bittet die besessene Person den Geist herzukommen und auf dem Stuhl Platz zu nehmen. Zum anderen ist der Stuhl ein Symbol für die Sklaverei und stellt jenen Stuhl dar, den der Sklave früher für seinen Besitzer tragen musste. Bei einem Dorfschrein ist die Art des Stuhls, die Zahl der Stuhlbeine und das zu verwendende Holz vom jeweiligen Tchamba der Vorfahren des zuständigen Opferpriesters vorgegeben. Als Nächstes werden Kaurischnecken auf den Altar gelegt, weil sie zur Zeit des Sklavenhandels als ein vormünzliches Zahlungsmittel (neben Manillen) dienten und sich auf den Warencharakter der Sklaven beziehen. In der frühen Kolonialzeit betrug der Preis für einen Sklaven zwischen 400.000 und 1.200.000 Kaurischnecken. Hinzu kommen Gegenstände, die auf die Herkunft der Sklaven aus den Savannengebieten im Norden hinweisen, etwa Kolanüsse, Utensilien zum Teekochen, lange Kleider und turbanähnliche Kopfbedeckungen. Im Lauf der Zeit wird die fremde Kultur des Nordens in ihrer gesamten Bandbreite von Haushaltsgegenständen, Kleidung bis zu religiösen Kultartikeln in einer Art ethnographischer Sammlung präsentiert. Den fremden Geistern auf diese Weise entgegenzukommen und ihnen auch ihre mutmaßlichen Lieblingsspeisen des Nordens zu servieren, soll die besessene Person wenigstens für eine gewisse Zeit von ihnen befreien. Die Geister sollen nicht vertrieben, sondern an einem Wohlfühlort untergebracht werden.
Ein Zeichen für das Anders- oder Fremdsein der Sklaven waren senkrechte, streifenförmige Narben im Gesicht, die im Norden bei einigen Ethnien (darunter Bariba, Logba, Dendi, „Nyantroukou“) als Zierde gelten. Die Narbenstreifen werden auf Wandbildern wiedergegeben, um die figürlich dargestellten Tchamba zu kennzeichnen. Gelegentlich sind die Tchamba-Schreine an den Außenwänden mit solchen Wandbildern gestaltet. Sie zeigen einen männlichen Sklaven, oftmals von einer weiblichen Figur (Maman Tchamba) begleitet, die als seine Ehefrau oder Mutter gilt. Außer den Streifen im Gesicht sind die Geisterfiguren an denselben Gegenständen und Kleidungsstücken, mit denen der Schrein bestückt ist, erkennbar. Beim Tanzritual sind die Besessenen mit Kreidestreifen im Gesicht bemalt, um eine Herkunft aus dem Norden zu imitieren. Die Kleidung der Tchambas verweist auf deren Zugehörigkeit zur islamischen Kultur, die im Norden vorherrscht. Die meisten Sklaven waren jedoch keine Muslime, die Ikonographie basiert lediglich auf der Erinnerung an das Aussehen muslimischer Hausa, die Anfang des 20. Jahrhunderts an der Küste Handel trieben. Während Kleidung und Kolanüsse – ein typisches Zeichen für Muslime im Norden – sich wertneutral auf die Fremdheit beziehen, empfinden die Mina und Ewe eine tiefe Abneigung gegen die Narbenstreifen, die sie für barbarisch und unzivilisiert halten.
Eine neue Art Tchamba wird zusammen mit dem Wassergeist Mami Wata verehrt. Da Mami Wata mit Wohlstand und Wachstum in Verbindung steht, scheint für manche auch der Geist von Sklaven dazuzupassen, da sich früher gerade wohlhabende Familien Sklaven leisten konnten. Diese Vorstellung lässt Tchamba zu einem Symbol von Reichtum werden. Der für alle Einflüsse offene Voodoo-Kult macht es möglich, Tchamba in einem Mami-Wata-Schrein zu verehren. In der Stadt Godomey in Benin wird Tchamba in einem Farbdruck verehrt, der hinduistische Götter zeigt und hinter Glas eingerahmt an der Wand hängt. Solche bunten, motivreichen Bilder, die „indische Geister“ darstellen sollen, sind im Voodoo-Kult nicht ungewöhnlich, denn sie lassen sich – ohne auf den eigentlichen Inhalt einzugehen – mit Phantasie auf viele Erzählungen und Motive des Voodoo beziehen. So wurden sie zu heiligen Objekten, die Voodoo-Geister repräsentieren. Die Drucke sind billig, überall verfügbar und leicht zu transportieren. Dasselbe Hindugötterbild kann mit anderen Namen in verschiedenen Voodoo-Kulten auftauchen.
Der Farbdruck in Godomey zeigt eine Szene aus der hinduistischen Lehrschrift Bhagavad Gita, in der Gott Krishna (hier ausnahmsweise mit vier Armen) dem vor ihm knienden Helden Arjuna eine philosophische Unterweisung gibt. Die Insignien Krishnas (denen Vishnus entsprechend), Keule (gada), Schneckenhorn (shankha), Wurfscheibe (chakra) und Lotos (padma), werden bei diesem Tchamba-Kult verehrt, weil sie als „indisch“ und folglich besonders prestigeträchtig gelten. Das Pferd im Hintergrund des Bildes lokalisiert für die Tchamba-Verehrer die Szene in der Savanne im Norden, da an der Küste kaum Pferde vorkommen. Bei genauer Betrachtung erkennen sie Kolanüsse und andere Nahrungsmittel des Nordens auf dem Bild. Am Altar sind eine Holzfigur von Tchamba, Messer und ein Dreizack aufgestellt. Letzterer ist ein Symbol Shivas, nicht Vishnus, und heißt apia im Mami-Wata-Kult. Die üblichen Tchamba-Objekte, Kettchen und Stuhl, fehlen hier.

### Tanzzeremonie

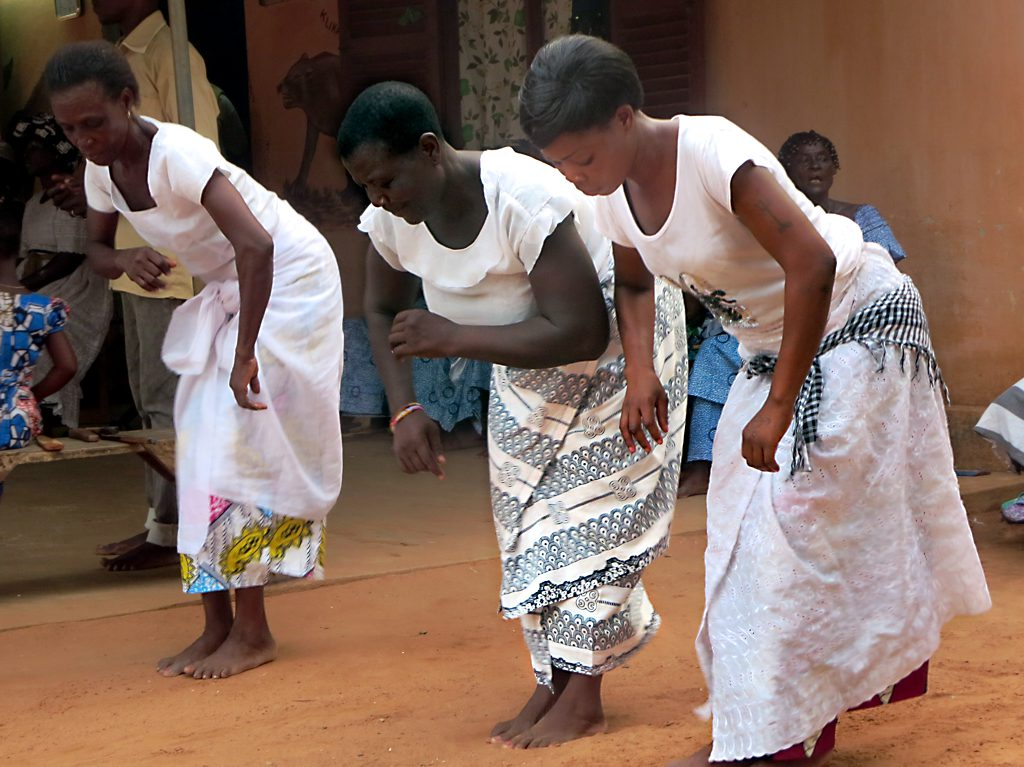
Tänzerinnen bei einer Voodoo-Zeremonie in Lomé

Für einen Anhänger des Tchamba-Kults ist es von zentraler Bedeutung zu wissen, wo die eigenen Ahnen herkommen und wie sie gelebt haben. Die Unkenntnis darüber kann Krankheit oder sogar den Tod zur Folge haben. Wenn jemand als Patient zu einem Tchamba-Heiler kommt, findet dieser durch eine Afa-Wahrsagung heraus, dass es sich um einen Sklavengeist handelt, der um Zuwendung bittet. Der Heiler teilt dem Patienten mit, um welche Art Tchamba es sich handelt und wer wen aus welchem Grund versklavte. Passend für den bestimmten Tchamba erklärt der Heiler, wie die Zeremonie ablaufen soll, welche Lieder und welche Trommelrhythmen für den Geist angemessen sind. Im Götterhimmel der Ewe gehört Afa zu den Trowo, also zu den unterhalb des Schöpfergottes Mawu agierenden, niederen Gottheiten. Afa ist der jüngere Bruder des Donnergottes Yewe. Er ist die Gottheit der Wahrsagung, entspricht in seiner Funktion dem Ifa in der Religion der Yoruba und stammt aus Ile-Ife. Afa-Wahrsager müssen eine spezielle Initiation durchlaufen. In den Glaubensvorstellungen der Ewe spielen Afa und die Afa-Wahrsagung eine bedeutende Rolle. Der Wahrsager verwendet eine spezielle Kette (agumaga), die er auf eine Matte wirft und aus der Form der Kette Antworten auf gestellte Fragen ableitet. Das erste Antwortzeichen heißt kpoli und benennt ein Tier, eine Pflanze, ein Nahrungsverbot oder ein bestimmtes Lied. Die gesamte Wahrsagung beinhaltet 256 kpoliwo, sodass sich ein genaues Profil des Geistes und der Bedürfnisse des Patienten ergibt.
Vannier und Montgomery beschreiben eine 2013 an einem Schrein außerhalb des Dorfes Gbedala beobachtete Tchamba-Zeremonie. Das wenige Kilometer östlich der Landeshauptstadt Lomé an der Küste gelegene Dorf hat rund 1600 Einwohner, die zu den Anlo-Ewe gehören. Der Priester (Tchamba-hounon) trägt ein weißes Tuch (Ewe pagne) um seine Hüften, einen blauweißen Stoffstreifen um seinen Kopf gewickelt und eine Kette aus weißen Perlen (dzonu) um seinen Hals. Am Beginn der im Freien vor dem Schrein stattfindenden Zeremonie schlägt ein Musiker die Sanduhrtrommel adodo, ein anderer mit einem Eisenstab die längliche, wie eine Erbsenhülse aussehende, eiserne Einfachglocke atoke ein Dutzend junger Männer klatschen rhythmisch in die Hände und eine Frau mit einer Kalebassenrassel ergänzt einen Offbeat. Den Gesang des Priesters erwidert eine Gruppen von Frauen im Call-and-Response-Stil (eine Art Wechselgesang). Der Priester singt Phrasen der Huldigung an Mama Tchamba, die nach jeder Zeile vom Frauenchor bekräftigt und weitergeführt werden. Irgendwann beginnt der Priester, während er weitersingt, zusammen mit der Frau, welche die Kalebassenrassel schüttelt, zum schnellen Rhythmus mit ausgreifenden Armbewegungen zu tanzen. Andere Anwesende tanzen am Rand des Geschehens nach Belieben mit.
Plötzlich gerät eine Frau in einen ekstatischen Zustand und fängt an, sich im Uhrzeigersinn zu drehen. Dies gilt als Zeichen, dass der besitzergreifende Geist die Kontrolle übernommen hat. Die Anwesenden machen zur Sicherheit Platz und erweitern den Kreis. Drei Frauen umgeben die Besessene und sorgen dafür, dass sie sich nicht verletzt und kümmern sich damit auch um das Wohlergehen des Geistes. Sie agieren als Begleiterinnen und Führerinnen (senterua) der Besessenen, solange sich diese in Trance befindet. Anhänger des Tchamba-Kults, die selbst nie in Trance geraten, können Ritualassistenten, also senterua werden. Weil die Besessene einen muslimischen Geist aufgenommen hat, halten die senterua bunte Gefäße bereit, die vom Priester hergestelltes, medizinischen Wasser (amatsi) enthalten. Gelenkt durch ihren Geist führt die Besessene damit die rituelle Waschung der Muslime (arabisch wudū') durch. In der Rolle einer Muslimin reinigt sie zunächst ihre Hände, dann ihr Gesicht und schließlich ihren Nacken. So vorbereitet und von einer senterua geleitet findet die Besessene mit verschlossenen Augen den Eingang in den Schrein. Die muslimische Gebetshaltung imitierend kniet sie vor dem Altar kurz nieder, erhebt sich langsam, ergreift die Hand der senterua und spricht. Da sie von einem Geist aus dem Norden gesteuert wird, gibt sie in einer Art Zungenrede Satzfetzen auf Hausa und Arabisch von sich. Wieder draußen angekommen reiht sie sich unauffällig in die Gruppe der Tänzerinnen ein. Nachdem die Besessene den übrigen, in einer Reihe sitzenden Teilnehmerinnen die Hand geschüttelt hat, gratuliert ihr eine der Frauen zu ihrer erfolgreichen Heimkehr. Möglich ist, dass weitere Frauen nachfolgend von einem anderen Geist besessen werden und mehr oder weniger heftig und unkontrolliert agieren. Eine von einem Geist der Mossi besessene Frau trägt einen rotbraunen Wickelrock und wenn sie in Trance fällt, setzt eine senterua ihr einen roten Fes auf den Kopf. Anstelle des medizinischen Wassers schüttet die senterua der Frau Schnaps aus einer Flasche über den Nacken und den bloßen Rücken.
Während die Trommelmusik und der Wechselgesang im Freien unter der Leitung eines anderen Vorsängers (ehadzito) weitergehen, beginnt ein neuer Abschnitt der Zeremonie. Der vorige und weitere hinzugekommene Priester versammeln sich im Schrein vor dem Altar. Unter der Führung des ersten Priesters, der zunächst auf einem Stuhl in der Mitte Platz genommen hat, verehren sie den Altar, küssen den Boden und berühren ihn mit der Stirn. Wenn sie sich wieder aufrichten, beten sie im Wechselgesang die Tchambas an, vom eigenen Händeklatschen begleitet. Nach dreimaliger Wiederholung ruft der Priester, vor dem eine geöffnete Schnapsflasche steht, die verschiedenen Tchambas nacheinander mit ihren Namen an, das heißt, er benennt Städte in der Savanne, aus denen die Sklaven stammten. Für Ahnen und Götter, die er ebenfalls namentlich anruft, füllt er schluckweise Schnaps in eine Blechschale, damit alle Götter und Geister davon trinken mögen. Alle Priester knien miteinander vor der mittlerweile mit Schnaps vollgefüllten Schale, preisen und ehren die Geister und erbitten den Segen für die Anwesenden, darunter die Spender der Opfergaben. Die Zeremonie im Schrein ist beendet, die Tänze draußen gehen weiter.

## Funktion
Besessenheitskulte erfüllen häufig mehrere medizinisch-psychologische und soziale Ansprüche zugleich. Dies erschwert die Interpretation der Zusammenhänge manchmal so sehr, dass bei analytischer Betrachtung gegensätzliche Wirkungen erzielt zu werden scheinen. Bezogen auf die Funktion in der Gesellschaft reicht die Bandbreite von der subkulturellen Besessenheit, die typischerweise Frauen der unteren Schichten in einer von Männern dominierten Gesellschaft einen Entfaltungsfreiraum schafft, bis zu Formen einer dominanten „Besessenheitsreligion“, die sozial hochstehenden Gruppen zur Festigung ihrer Machtposition dient. Für erstgenannte, „periphere“ Besessenheit steht der erwähnte Zar-Kult im Sudan und in Ägypten, für letztgenannte der Nya-Kult der Männer im Süden Malis.
Ein sozialer Aspekt beim Tchamba-Kult ist, dass er bei den Ewe und Mina einen dunklen Teil ihrer Geschichte, der nicht dauerhaft unterdrückt werden kann, ins Bewusstsein der Gesellschaft zurückruft. Die verstorbenen Sklaven wurden damals in der Wildnis außerhalb der Dörfer verscharrt, jetzt kehren sie in Form der Totengeister in Schreine und Altäre mitten in die Dörfer und an die Häuser zurück. Ebenso wenig wie die Sklavengeschichte vergessen werden kann, lassen sich die Geister ein für alle Mal vertreiben. Die regelmäßig notwendigen Besessenheitskulte spiegeln die Wiederkehr des Verdrängten.
Die universalen Gegensatzpaare „wild“ – „gezähmt“ und „unzivilisiert“ – „zivilisiert“ werden im Tchamba-Kult zu „gekaufte Leute“ (Sklaven) – „Leute des (eigenen) Hauses“ verdichtet und vereint. Auf politischer Ebene konterkariert der Kult die ethnischen Spannungen zwischen den Kabiyé im Norden und den Ewe im Süden, die durch den von 1967 bis zu seinem Tod 2005 diktatorisch herrschenden Präsidenten Gnassingbé Eyadéma, der zu den Kabiyé gehörte und dessen Sohn und Amtsnachfolger Faure Gnassingbé sowie auf der anderen Seite der unterdrückten Opposition der Ewe befördert wurden. Selbst in Zeiten besonderer Spannungen konnten Ewe von einem Kabiyé-Geist besessen werden und die Bewunderung der Anwesenden erfahren, wenn sie in den bunten Kostümen des Nordens tanzten und in Trance auf Kabiyé oder in anderen Sprachen des Nordens redeten.
Die Besessenheit durch Sklavengeister ist ein besonderer Aspekt der in Schwarzafrika weit verbreiteten affliktiven Besessenheit durch ihrem Wesen nach gute Ahnengeister, die eine Krankheit verursachen, um auf sich aufmerksam zu machen.